# 難波恭司
難波 恭司 (なんば きょうじ、英: Kyoji Nanba、1963年3月8日 - ) は、広島県出身の元オートバイ・ロードレース選手。ヤマハのワークスレーサーとして全日本ロードレース選手権に参戦しながら、同社のオートバイ車体開発をテストライダーとして手掛けた。静岡県浜松市在住。

## 経歴
1984年の全日本ロードレース選手権・ノービス125ccクラスにプライベーターとして参戦、9月の鈴鹿大会で5位に入賞する。1985年は西日本選手権ノービス125ccクラスで好結果を挙げる。同年7月にはノービスレーサーの祭典であり総勢500台以上の参加者がいた鈴鹿4時間耐久レースにヤマハ・FZ400で参戦し、決勝レースで3位表彰台を獲得する。
1986年より国際A級ライセンスへと昇格し、ヤマハの市販レーサーTZ250で国際A級250ccクラスに参戦。この年は参戦台数が多く毎戦70-80台前後が予選に参加していたが、その中で純プライベーターながら決勝レース3度のポイント獲得（決勝15位以内）を果たす。1987年に名古屋を拠点とするヤマハ系有力チームYDS岡部に入ると、特に予選ではトップ10入りの常連となり速さが認知された。同じチームより参戦することになった本間利彦と共にTZ250でホンダ・ヤマハのワークスマシンに食い込む存在として最激戦区・250ccクラスの上位を走り始める。5月の第4戦筑波ではファイナルラップまで本間と激しい3-4位争いを繰り広げるなどA級トップライダーの仲間入りをした。同年は4位を2回獲得しランキング8位となった。YDS岡部監督の岡部敏彦は「難波は走り込むことが大好きなライダーであり、メカニック面にも強い。気迫もある。人の2倍も3倍も走って腕を上げていった。」と述べている。

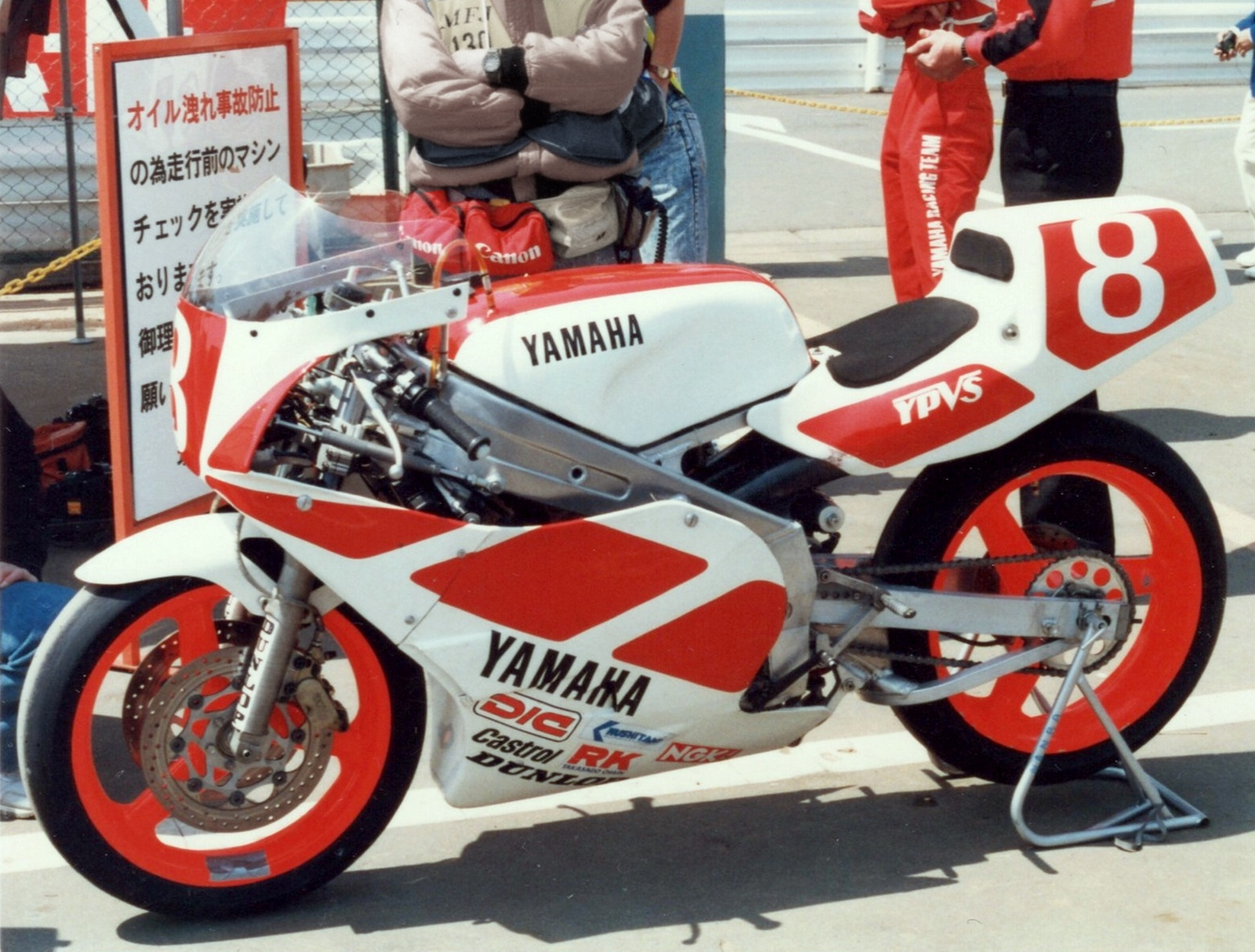
ヤマハ・TZ250（1988年）

1987年シーズン後半、ヤマハはこれまでTZ開発に携わってきた奥村裕、田村圭二に加えて難波にも市販レーサーTZ250の開発要員として次期モデルにつながる試作パーツを先行供給し、毎年春に鈴鹿で開催されるようになったWGP開幕戦にノーマルのTZとは各部違う仕様の車体でワイルドカード参戦するなど、実戦に参戦しながらのマシン開発を担当するようになった。以後、全日本選手権にヤマハの250ccクラス主力として参戦を続け、エンジン形式に大きく変更を受けたTZMを開発。その中で1992年第8戦富士ではトラブルでリタイヤした原田哲也、転倒を喫した岡田忠之のチャンピオン争い中の2人が消えた好機を逃さず、青木宣篤、青木拓磨を破りA級初優勝を勝ち取った。
1995年の全日本ロードレース選手権250ccでは、開幕から全戦で上位に入賞し最終戦までシリーズチャンピオン獲得の可能性を残していた。迎えた最終戦・鈴鹿ではスズキ250のエース沼田憲保、ホンダの加藤大治郎、宇川徹とのタイトルを賭けた争いとなった。しかし決勝レースではスタートを決められず中団に飲み込まれてしまい、追い上げ最中でスリップダウンを喫する痛恨の展開となりタイトルには届かなかったが、ランキング3位を獲得した（最終ランクは1位沼田/138p、2位宇川/132p、3位難波/129p、4位宮崎敦/120p、5位加藤/109p）。
1996年から250だけでなくYZR500のマシン開発も担い、同年のTBCビッグロードレースで500ccクラスの実戦に初参戦。同時期には、日本におけるTV放映権を取得したNHK BSのWGP中継解説者として出演する。
1998年、ロードレース世界選手権500cc（現MotoGP）でヤマハワークスのレギュラー契約だったジャン・ミッシェル・バイルの負傷欠場が長引いたため、その代役として計5戦に参戦。鈴鹿での日本GPではマックス・ビアッジに次ぐ予選2位（ヤマハ勢最上位）のタイムを出し、決勝でも5位入賞を記録。WGP500のMotoGP移行（4ストローク化）のためYZR500の最終年となった2002年まで開発を担当した。
その後実戦の機会はしばらく無かったが、プライベーターとして2007年の十勝4時間耐久レース祭にヤマハ・YZF-R1で久々となるレース復帰、同年10月26-27日の富士サタデーロードレース・JSB1000クラスでは予選ポールポジション獲得、決勝2位と変わらぬ腕を披露した。2010年・2011年にもプライベーターとして鈴鹿8時間耐久レースに参戦。
アドバイザーとして2010年代以後もヤマハワークスのレース活動を支え続け、MotoGPが開催される会場のもてぎで設置されるヤマハ・イベントブースでのトークイベント出演をはじめ、実戦でも鈴鹿8時間耐久レースに参戦するヤマハ系チームへのサポートや、全日本選手権に野左根航汰を起用し参戦するYAMALUBE RACING TEAMを監督としてマネージメント。また、ヤマハ主催の「ヤマハ・レーシングアカデミー（YRA）」では、サーキット初心者からレース経験者まで参加するスクールで校長の平忠彦の元、阿部典史、中須賀克行とともに講師・インストラクターとしてオートバイの普及・振興活動に注力した。

## 人物
サーキットでのロードレースだけでなく、オフロードやトライアルなどオートバイ競技全般に造詣が深い。オフロードでのサスペンションの動きや荷重の抜き方・掛け方、タイヤのグリップコントロールなどを感じ取る感性はロードレーサーの開発にも活かされた。サーキット走行時のウェアは1986年からクシタニ製を愛用しており、35年以上のユーザーである。レース実戦やあらゆる気象条件下で行われるマシンテストでの使用感など、難波からもたらされたフィードバックがクシタニ製品のライディングギア商品開発の参考にされた。
1993年にWGP250で世界タイトルを獲得した原田哲也がヤマハ250のエースとして参戦していた時代、難波が裏方としてテストを重ねヤマハ・TZMの開発をしていたが、原田は当時を述懐し、「開発ライダーは実戦ライダーと同等の速さが無いと良いマシンが出来ないもので、出来れば0.5秒以内のラップタイムで長く走れるようなライダーが開発面で望ましいと思います。これは難しい条件ではありますが、1秒以上ラップタイムが違ってしまうとマシンの挙動も違ったものになってしまい、例えばハンドリングでもエンジンの出力特性でも僕がマシンに要求していることを話したとしても、それを深いレベルで理解してもらえないからです。僕のヤマハ時代は、マシンを造ってくれていた難波さんが袋井のテストコースで僕より速いんですよ（笑）。しかも、GPに行く前から僕の走り方やマシンの好みを熟知してるので、哲也ならこういうマシンが欲しいだろうというコンセプトでマシンづくりをしてもらえてました。安心してレースすることができる環境にしてもらい、ライダーの先輩として尊敬してます。」と2020年の取材で難波への感謝を述べている。
レースから離れているときはおやじギャグやダジャレの小ネタが会話の中に織り交ぜられるとヤマハでの14才後輩・中野真矢が証言しているが、同時に「チーム全体が良く見えていて、スタート前にヘルメットの中の僕の顔をみてピリピリしすぎていると感じたのか、過緊張を解く呼吸法をスターティンググリッドまで教えに来てくれました。それが非常に効果的で落ち着くことが出来ましたし、細部まで見てくれている。」とリスペクトを感じたエピソードを述べた。これを聞いた難波は「そのころ（1997年）は開発テストですごく忙しかったし、何の用事で全日本の現場に行ったのかも覚えてない(笑)」と返答している。
2003年4月にMotoGP鈴鹿で発生した事故によりホンダの加藤大治郎が死去した際、公正中立の立場で第三者機関の事故調査委員会が設置された。2輪レーサー代表として難波がこの調査委員会に参加し、発生原因の客観的かつ多角的な分析に協力し、事故の再発防止のために尽力した。

## レース戦歴

### 全日本ロードレース選手権
| 年     | チーム                                | マシン         | 区分     | クラス | 1       | 2       | 3      | 4       | 5       | 6      | 7       | 8       | 9       | 10      | 11     | 12      | 順位 | ポイント |
| ------ | ------------------------------------- | -------------- | -------- | ------ | ------- | ------- | ------ | ------- | ------- | ------ | ------- | ------- | ------- | ------- | ------ | ------- | ---- | -------- |
| 1984年 | HIROSHIMAウィリーキッズ               | ホンダ・RS125  | ノービス | 125cc  | TSU     | SUG     | SUZ    | TSU     | SUG     | SUZ    | TSU     | SUG     | SUZ 5   | TSU     |        |         | 35位 | 14       |
| 1986年 |                                       | ヤマハ・TZ250  | 国際A級  | 250cc  | TSU C   | SUG     | SUZ 14 | TSU 13  | SUG     | TSU 12 | TSU     | SUG     | SUZ     |         |        |         | 28位 | 9        |
| 1987年 | Team YDS                              | ヤマハ・TZ250  | 国際A級  | 250cc  | TSU 13  | SUZ 13  | TSU 4  | SUG Ret | SUZ 7   | TSU 6  | SUG 4   | TSU Ret | SUG Ret | SUZ 13  | TSU 5  |         | 8位  | 68       |
| 1988年 | Team YDS                              | ヤマハ・TZ250  | 国際A級  | 250cc  | SUZ Ret | TSU 4   | NIS 2  | TSU 8   | SUZ     | TSU    | SUG     | SEN 10  | SUG 3   | SUZ 6   | SUG 8  | TSU 4   | 4位  | 93       |
| 1989年 | Team YDS                              | ヤマハ・TZ250  | 国際A級  | 250cc  | TSU 2   | SUZ Ret | NIS 15 | SUG 3   | TSU 9   | SUZ 10 | SUZ 8   | SUG Ret | SUZ 6   | SEN 3   | SUG 4  | TSU Ret | 5位  | 92       |
| 1990年 | Y.R.T.R (YAMAHA Racing Team Roadrace) | ヤマハ・TZ250  | 国際A級  | 250cc  | TSU Ret | NIS 14  | SUG 8  | TSU Ret | SUZ 9   | TSU 14 | SUG 11  | FSW 9   | SUZ 10  | SEN     | SUG 10 | TSU Ret | 11位 | 43       |
| 1991年 | Team YDS                              | ヤマハ・TZ250  | 国際A級  | 250cc  | TSU 5   | SUG 6   | TSU    | SUZ 5   | TSU 15  | FSW 3  | SUG 5   | SUZ 2   | SEN 2   | SUG     | TSU    |         | 6位  | 93       |
| 1992年 | Y.R.T.R                               | ヤマハ・TZ250  | 国際A級  | 250cc  | MIN C   | TSU 3   | SUG 12 | SUZ 7   | TSU Ret | SUZ 5  | SUG 7   | FSW 1   | SUZ 8   | SEN Ret | SUG 10 | TSU 9   | 7位  | 92       |
| 1993年 | Y.R.T.R                               | ヤマハ・TZ250M | 国際A級  | 250cc  | SUZ 1   | MIN 4   | SUG 3  | TSU Ret | SEN C   | SUZ 3  | SUG Ret | FSW 4   | SUZ 6   | TSU 3   | SUG 6  | TSU 4   | 3位  | 125      |
| 1994年 | Y.R.T.R                               | ヤマハ・TZ250  | 国際A級  | 250cc  | SUZ 5   | MIN 5   | SUG 4  | TSU Ret | FSW 9   | SUZ 9  | SUG 9   | SUZ Ret | TIA 5   | SUG 8   | TSU 7  |         | 8位  | 87       |
| 1995年 | Y.R.T.R                               | ヤマハ・TZ250  | 国際A級  | 250cc  | SUG 5   | TSU 2   | FSW 6  | SUZ 3   | SUG 4   | MIN 5  | SUZ 3   | TIA 2   | SUG 2   |         |        |         | 3位  | 129      |
| 1995年 | Y.R.T.R                               | ヤマハ・YZR250 | 国際A級  | 250cc  |         |         |        |         |         |        |         |         |         | SUZ     |        |         | 3位  | 129      |

- 太字はポールポジション。

### ロードレース世界選手権
| 年     | クラス | 車両        | 1       | 2       | 3      | 4      | 5   | 6   | 7   | 8   | 9     | 10  | 11  | 12  | 13  | 14  | 15  | 順位 | ポイント |
| ------ | ------ | ----------- | ------- | ------- | ------ | ------ | --- | --- | --- | --- | ----- | --- | --- | --- | --- | --- | --- | ---- | -------- |
| 1988年 | 250cc  | ヤマハ・TZ  | JPN 12  | USA     | ESP    | EXP    | NAC | GER | AUT | HOL | BEL   | YUG | FRA | GBR | SWE | CZE | BRA | 39位 | 4        |
| 1989年 | 250cc  | ヤマハ・TZ  | JPN 22  | AUS     | USA    | ESP    | NAC | GER | AUT | YUG | HOL   | BEL | FRA | GBR | SWE | CZE | BRA | NC   | 0        |
| 1990年 | 250cc  | ヤマハ・TZ  | JPN Ret | USA     | ESP    | NAC    | GER | AUT | YUG | HOL | BEL   | FRA | GBR | SWE | CZE | HUN | AUS | NC   | 0        |
| 1991年 | 250cc  | ヤマハ・TZ  | JPN 12  | AUS     | USA    | ESP    | ITA | GER | AUT | EUR | HOL   | FRA | GBR | SMA | CZE | LMA | MAL | 30位 | 4        |
| 1992年 | 250cc  | ヤマハ・TZ  | JPN 8   | AUS     | MAL    | ESP    | ITA | EUR | GER | HOL | HUN   | FRA | GBR | BRA | SAF |     |     | 20位 | 3        |
| 1996年 | 250cc  | ヤマハ・TZM | MAL     | INA     | JPN 17 | ESP    | ITA | FRA | NED | GER | GBR   | AUT | CZE | IMO | CAT | RIO | AUS | NC   | 0        |
| 1998年 | 500cc  | ヤマハ・YZR | JPN 5   | MAL Ret | SPA 16 | ITA 12 | FRA | MAD | NED | GBR | GER 9 | CZE | IMO | CAT | AUS | ARG |     | 18位 | 22       |

### 鈴鹿8時間耐久ロードレース
| 年     | 車番 | ペアライダー        | チーム           | マシン         | 予選順位 | 決勝順位 | 周回数 |
| ------ | ---- | ------------------- | ---------------- | -------------- | -------- | -------- | ------ |
| 2010年 | 70   | 我孫子勝利 北島大和 | HOKKAIDO SABEDER | ヤマハ・YZF-R1 | 33       | Ret      | 55     |
| 2011年 | 70   | 我孫子勝利 北島大和 | HOKKAIDO SABEDER | ヤマハ・YZF-R1 | 36       | 41位     | 190    |